# 島津久逵
島津 久逵（しまづ ひさみち）は、江戸時代前期から中期にかけての薩摩藩士。知覧島津家（佐多氏）16代当主。

## 生涯
慶安4年（1651年）、藩主・島津光久の五男として生まれる。初めは旗本伊勢貞衡の養子となり貞朝と名乗る。寛文6年（1666年）4月、将軍・徳川家綱に御目見する。寛文12年（1672年）、養父に実子・貞守が生まれたことにより実家に戻り、改めて佐多丹波久利の養子となる。知覧地頭職となり領主と兼任する。
延宝4年（1676年）、城代となる。延宝5年（1677年）、頴娃地頭職。延宝8年（1680年）、城代と国老を兼任し職田2000石を賜る。加世田地頭職となる。元禄6年（1693年）、藩主・島津綱貴の参勤に随行して、江戸に下り江戸城で将軍・徳川綱吉に拝謁する。元禄10年（1697年）、国老を免じられ城代に専任する。職田2000石はそのまま給された。
正徳元年（1711年）、藩主・島津吉貴より、島津姓を代々名乗ることを許された。享保3年（1718年）、隠居して次男の久豪に家督を譲る。光久、綱貴、吉貴の3代に城代として仕えた功績を賞されて、年100俵を給された。翌享保4年（1719年）8月20日死去、享年69。